# زهرة راندونيا
لا ينبغي الخلط بينه وبين روندونيا
راندونيا (الاسم العلمي: Randonia) هو من عائلة النباتات المزهرة التي تنتمي إلى فصيلة ريسيداسيا النوع الوحيد هو راندونيا افريكانا
موطنها الأصلي في الصحراء الكبرى في شمال أفريقيا. تتواجد في الجزائر ومصر وليبيا وموريتانيا والمغرب وتونس
اسم زهرة راندونيا هو تكريما لجاك لويس راندون (1795-1871)، وهو قائد عسكري وسياسي فرنسي، وأيضا مارشال فرنسا وحاكم الجزائر